# Пип-шоу (телесериал)
«Пип-шоу» (англ. Peep Show) — британский телевизионный ситком с Дэвидом Митчеллом и Робертом Уэббом в главных ролях, созданный Эндрю О’Коннором, Джесси Армстронгом и Сэмом Бэйном. Шоу транслировалось на канале Channel 4 с 19 сентября 2003 по 16 декабря 2015 года.

## Персонажи

### Марк Корриган (Дэвид Митчелл)
Марк — менеджер финансовой компании, типичный клерк. Он страдает явным недостатком самооценки, выражающимся в постоянной паранойе и неуверенности в своих действиях. К тому же у Марка отсутствуют социальные навыки, однако, он всё-таки добился определённого статуса в обществе как хороший сотрудник. Так же он является владельцем квартиры, в которой живёт вместе с Джереми. Марк считает его лучшим другом, хотя при этом они постоянно ссорятся и фактически являются полными противоположностями. Других близких друзей у Марка нет, что только подчеркивает его замкнутость. Марк склонен к эксцентричным поступкам, при этом в повседневной жизни проявляет крайнюю осторожность: негативно относится к наркотикам и всякого рода таким же эксцентричным идеям Джереми. Большой фанат истории, особенно античности и Второй мировой войны.

### Джереми Осборн (Роберт Уэбб)
Джереми (Джез) — безработный музыкант. В отличие от Марка он гораздо более общительный, с оптимистическим взглядом на мир. В начале первого сезона Джереми расстался со своей возлюбленной Большой Сюзи, которая всё никак не выйдет из его головы. Джереми хочет жить жизнью музыканта с девизом «Секс, наркотики и рок-н-ролл». Но в реальности он живёт с Марком, которому частенько задерживает арендную плату, таким образом становясь финансово зависимым от него. Кроме финансовой, Джереми испытывает сильную психологическую зависимость от Марка.

### Супер Ханс (Мэтт Кинг)
Наряду с Джереми участник группы, состоящей из их двоих. Супер Ханс любит думать о себе как о превосходящим других и является безумным фантазёром. Он регулярно принимает наркотики и испытывает зависимость от крэка во втором сезоне, на которую позже ссылаются снова в заключительном эпизоде третьего сезона. Его спорные мнения часто противоречат идеям Джереми. В первом сезоне он работает в студии звукозаписи. В конце пятого сезона он присоединяется к религиозному культу, основанному на саентологии. Во время финала шестого сезона оказывается, что он — отец семилетних близнецов одной немки.

### Софи Чепмен (Оливия Колман)
Софи — сотрудник и любовное увлечение Марка. Она в конечном счёте выходит замуж за него и почти немедленно разводится. Софи сельского происхождения. Она менее уважаема их боссом Джонсоном, чем Марк. В начале шестого Сезона она беременна ребёнком Марка.

### Алан Джонсон (Патерсон Джозеф)
Алан Джонсон (обычно его упоминают просто как «Джонсон») работает менеджером по кредитованию в одной компании с Марком и, соответственно, знакомится с ним во время их первой встречи на работе. Джонсон произвёл на Марка огромное впечатление и это даже привело к тому, что Марк стал сомневаться в своей гетеросексуальной ориентации. Во втором сезоне он становится начальником Марка. Сейчас Джонсон привлекательный человек, профессиональный бизнесмен и, несомненно, является опорой общества, хотя ранее на протяжении целых пятнадцати лет страдал от алкоголизма. Марку удалось наладить с ним неплохие отношения, несмотря на некоторые размолвки. У Джеза отношения с ним окончательно испортились, особенно после того, как Большая Сьюзи бросила его ради Джонсона. В ранних проектах финальный эпизод третьего сезона заканчивался самоубийством Джонсона, но такую концовку забраковали как слишком мрачную.

### Нэнси (Рейчел Бланчард)
Нэнси является жизнелюбивым и сумасбродным человеком. Она приехала в Англию из маленького американского городка, пытаясь сбежать от консервативного воспитания. Её отношение к любовным отношениям сложилось под воздействием этого воспитания и христианской веры. Нэнси вполне способна сначала заниматься диким, необузданным сексом, а уже через минуту предложить своему партнёру полностью воздержаться от него (последнее табу). Впоследствии она заключает с Джереми брак, основанием которого является получение Нэнси визы.

## Содержание эпизодов

### Сезон 1

#### Эпизод 1
Марк пытается сблизиться с объектом своих желаний, Софи, но каждый раз попадает впросак. Джез пишет музыку и очень гордится этим.
Позже Марк и его соседка Тони смеются над музыкальным треком Джеза. Ребята ссорятся. Тони приглашает их на вечеринку. Там Марк пытается ухаживать за Тони, а Джез за её сестрой, которую по ошибке считает больной раком. В конце вечера ребята остаются ни с чем. Марк с агрессией прогоняет уличных детей, которые давно над ним издеваются. Эту необычную картину видит Софи.

#### Эпизод 2
Марк решает, что Джереми нужна работа, потому что тот вот уже три месяца не платит за аренду. Марк приглашает Джереми в JLB CREDIT. Позже он пытается флиртовать с Софи. В тот же вечер Марк звонит Софи, попадает на автоответчик и наговаривает на него полную чушь. Джереми идёт на собеседование, но ведётся себя как идиот, только чтобы не получить работу.
Марк неловко объясняется за телефонный звонок с Софи, в итоге договариваясь до того, что Джереми иногда заставляет его говорить под ножом разные глупости.

#### Эпизод 3
Джереми встречает Марка в супермаркете и просит его пойти на вечеринку. Марк не хочет идти, так как ранее Софи отказала ему в свидании. Всё же Марк решает пойти на вечеринку, но вместе со своими покупками. Там он знакомится с девочкой-подростком Валери, они отправляются в боулинг. К ним присоединяются Джереми и Тони. В боулинге они сталкиваются с Софи и Джеффом (соперник Марка с работы). Тони тянет Джереми обратно в свою квартиру, но там появляется её муж.
Тем временем в боулинге Марк напивается и начинает вести себя странно, бросает свои продукты вместо шаров. Софи с Джеффом уходят. Марк приводит домой Валери и ложится спать с ней. За стеной они слышат, как Тони с Джереми шумно занимаются сексом, пытаясь насолить мужу Тони.

#### Эпизод 4
Марк участвует в работе конференции, где у него появляется новый друг Алан Джонсон. Марк настолько очарован успешным бизнесменом, что во всём ему подражает и даже, как и новый герой, отращивает усы. Джонсон и Марк решают стать партнёрами по бизнесу, но для этого Марку придётся покинуть Джереми. Тот, в свою очередь, старается рассматривать Супер Ханса как потенциального соседа. Однако ему не даёт покоя воспоминание об «одной плохой вещи», которая случилась, когда он тусовался с Супер Хансом. Марк же начинает испытывать к новому другу странные чувства и подозревает себя в гомосексуализме. Он делится своими переживаниями с Джонсоном, но в итоге остаётся с Джереми.

#### Эпизод 5
Марк проигрывает Софи продвижение по работе. Джез начинает новую работу в музыкальной студии с Супер Хансом, но только на ресепшене. Марк яростно играет с Софи в бадминтон. Джез приглашает Тони на работу, чтобы поразить её, но Супер Ханс перехватывает инициативу с Тони. Марк сходит с ума из-за упущенного повышения, мстит Софи. Это в конечном итоге приводит его к психотерапевту. Джез тоже злится из-за того, что Супер Ханс отбил у него Тони. Марк и Джез решают помочь друг другу, но эта затея оборачивается для Марка расстрелом из пневматического пистолета, а для Джеза атакой перцовым аэрозолем.

#### Эпизод 6
Дядя Джереми Рей умирает в хосписе. Джереми хочет получить утешения у Тони, но она уходит на очередное свидание. Тем временем Марк наконец добивается Софи на похоронах, они целуются. Марк, получив возможность быть с Софи, начинает беспокоиться о своих больших яичках.
Джереми считает, что причиной смерти Рея является наследственное заболевание. Это толкает Джереми в депрессию, вынуждая Марка и Софи провести выходные дни всем вместе. Джереми напивается и пристаёт к Софи, но она отталкивает его. Марк идёт в гостиную за презервативами и находит Джереми без сознания. Думая, что тот покончил жизнь самоубийством, он вызывает скорую. Это рушит все шансы Марка спать с Софи. В конечном итоге она его бросает. Джереми говорит Тони, что он умирает и пользуется её сочувствием.

### Сезон 2

#### Эпизод 1
Софи приглашает Марка в танцевальный класс «Ритмы радуги». Там Джез знакомится с американкой-хиппи Нэнси, у них завязываются сексуальные отношения, нарушающие все принятые табу. Марк взламывает электронный ящик Софи, что помогает ему в ухаживании. Марк, Софи, Джез и Нэнси отправляются к домику на озере другого участника класса Гвина.

#### Эпизод 2
Марк знакомится с новым сотрудником компании Дерелом, с которым отлично проводит время и участвует в военной реконструкции. Марк крайне радуется тому, что у него появился друг, но узнав, что Дерел расист, тут же прекращает всяческие отношения с ним. Однако сам Дерел всё равно считает его хорошим парнем и ни сколько не волнуется о мнении окружающих.
Тони и Тони снова женятся, а Джез встречает старого друга детства Марка Гога. Оказывается, все издевались над ним в школе, но теперь он достиг карьерных высот — работает для Honda. У Джеза появляется шанс сделать саундтрек к видеоролику, но потенциальный успех ударяет ему в голову.

#### Эпизод 3
Джереми хочет продвинуться в отношениях с Нэнси, для этого он потакает ей в вере в Бога, кормить бездомных. Между тем, Марк ревнует Софи к Джеффу. Поэтому он принимает меры, чтобы отправиться с ней в деловую поездку на 10 дней в Абердин. Нэнси хочет нарушить последнее табу и не заниматься сексом. Джез пытается этому всячески помешать. А Марк в это время становится печально известным алкоголиком после ошибочного появления в новостях. Это ставит крест на его планах с Софи.

#### Эпизод 4
Марк знакомится с работником обувного магазина, Эйприл, и влюбляется в неё. На следующий день, когда он возвращается в магазин, чтобы пригласить её на свидание, он узнает, что она вернулась учиться в университет. Супер Ханс сообщает Джереми, что ему предложили поехать на гастроли с другой группой, Джереми умоляет взять его с собой. По иронии судьбы, их первое выступление намечено в университете Dartmouth, где учится Эйприл. Марк решает ехать с ними. В университете Марк притворяется великовозрастным студентом, его даже приглашают на вечеринку к профессору. Он сближается с Эйприл, очарованный её магическим сочетанием красоты и низкой самооценки. В это время музыкальная группа недовольна поведением Супер Ханса, она предлагает Джереми стать её фронтменом. Марк и Джереми идут в магазин, но его владелец ловит Джереми на воровстве и запирает обоих в кладовке. Они убегают, но Джереми всё же опаздывает на концерт и видит, что Супер Ханс выступает на сцене. Джереми прорывается на сцену, но его хватает охрана. Марк же неплохо проводит время на профессорской вечеринке. Однако туда приходит расстроенный Джереми и уличает Марка в обмане. Тем не менее Марку удаётся остаться наедине с Эйприл. Но она не спешит с интимными отношениями, так как думает, что у них ещё три года обучения в университете. Конечно же, на следующее утро Марк оставляет её и понимает: «это будет преследовать меня до конца моей жизни».

#### Эпизод 5
Софи говорит Марку, что они должны общаться поменьше, так как её отношения с Джеффом хорошо развиваются. Однако Марк прибегает к нетрадиционным методам, чтобы только проводить некоторое время с Софи, в том числе банджи-прыжок в качестве благотворительности и даже попытка сдружиться с Джеффом. В это время Джез скучает по настоящему мужскому общению, он сближается с Джеффом вместо Марка. Используя информацию от Джеза, Марк пытается поссорить пару.

#### Эпизод 6
Нэнси просит Джеза на ней жениться … по административным причинам. Марк и Супер Ханс объединяются, чтобы попытаться разорвать их отношения, но, увидев, что Джез действительно влюблён, отступают. Тони ревнует на свадьбе, а затем заводит роман с Джезом. Тем временем Джефф и Софи расстаются, но Марк узнаёт об этом только после назначенного свидания с другой женщиной. Однако он умудряется познакомить Софи с буддистом и пригласить их на двойное свидание. Доли секунды отделяют Марка и Софии от поцелуя, но вновь вмешивается Джефф. Джез рассказывает Нэнси о связи с Тони, их брак становится настоящей фикцией.

### Сезон 3

#### Эпизод 1
Марка ограбили подростки, отобрав у него его любимый смартфон . И теперь, когда Софи готова к отношениям, Марк не может думать ни о чём другом как только о грабителях. Между тем, Джереми с нетерпением ожидает возвращения любви всей его жизни, Большой Сьюзи, но он сталкивается с дилеммой — ему предложили секс на троих. Однако у Большой Сьюзи есть её мужчина — монах-качок Стю. У Марка наконец получается дать отпор грабителям и удивить Софи, но он опять перегибает палку.

#### Эпизод 2
Веселая, эксцентричная давняя подруга Джереми предлагает ему управлять её пабом.
Джереми предлагает Супер Хансу стать его партнером по бизнесу и, вскоре, между приятелями возникают разногласия в вопросе управления пабом.
Тем временем, отношения между Марком и Софи, наконец, налаживаются, но Софи вынуждена переехать из Лондона, получив новую должность на работе. Марк опустошен, Софи предлагает ему заняться сексом по телефону, Марк, неуверенно поколебавшись, принимает предложение.
Веселое поведение подруги Джереми становится всё более и более странным, и Марк с Джереми вынуждены рассмотреть вопрос о её помещении в лечебницу. Джереми понимает, что это может стать хорошим способом избавления его жизни от проблем.

#### Эпизод 3
Марк должен принять участие в деловой поездке во Франкфурт, в то время как Джез предлагает Большой Сьюзи принять участие в грибной вечеринке в их квартире. Марк заболевает желудочным гриппом. Рейс во Франкфурт откладывают на утро и Марк возвращается домой. Джез, надеющийся соблазнить Большую Сьюзи, даёт Марку большую дозу лекарства и запирает Марка в его комнате. Комедия ошибок вытекает, с Джез пытается сохранить Большой Сьюзи не заметил Марк и Марк отчаянно хотел вырваться пойти в туалет.

#### Эпизод 4
Планы Марка на выходные резко меняются, когда к приезжает его сестра Сара, расставшаяся с мужем. Джереми начинает флиртовать с ней, но Марк категорически против этого. Джереми, назло Марку, заводит роман с его сестрой. Но настаёт черёд Джереми для беспокойства, когда Марк понимает, что он влюблён в бывшую его подружку, Большую Сьюзи.

#### Эпизод 5
Джереми получает приглашение в суд для участия в нём в роли присяжного заседателя, однако влюбляется в ответчицу, Карлу. Марк предупреждает Джеза, чтобы тот прекратил поддерживать всякую связь с ней — это против закона, — но Джереми игнорирует его.
Тем временем Софи, вернувшись из командировки, приходит к Марку со своим новым другом-геем Домом. Марк вынужден пойти в гей-клуб, где он делает вид, что принимает наркотики вместе с остальными. В стремлении, чтобы его действия выглядели правдоподобно, он спрашивает у Джереми совета о том, как следует вести себя, будучи под кайфом.
В скором времени Джез осознаёт, что от связи с Карлой он не получит ничего кроме неприятностей. Он красноречиво призвал коллегию присяжных заседателей к вынесению обвинительного приговора, тем самым установив своё «правосудие».

#### Эпизод 6
Марк очень обеспокоен тем, что они с Софи постепенно отдаляются друг от друга, поэтому он решается, наконец, сделать ей предложение. На выходные они едут в Куантокс, однако отдых с самого начала не задаётся, так как парочка всё время спорит и пререкается, а подходящего момента для предложения всё нет и нет. Тем временем в Куантокс, в тот же отель, приезжает Джереми с Супер Хансом с намерением «уединиться и доделать демозапись», но и у них всё идёт не так из-за того, что Супер Ханс решил завязать с наркотиками и алкоголем. Ночью Марк и Джереми теряются в близлежащей от отеля местности, а найдя дорогу, расходятся по ней в противоположные стороны. Марк прибыл в отель только утром (Джезу удалось это сделать быстрее) и тут же узнал новость — Софи случайно нашла в сумке Марка обручальное кольцо и готова сказать «да».

### Сезон 4

#### Эпизод 1
Марк сомневается насчёт Софи. Они решают отметить день рождения Софи у её родителей в сельской местности и берут с собой Джереми. Марк отчаянно пытается произвести на них впечатление, но всё оборачивается против него.

#### Эпизод 2
Джонсон назначил Марка ответственным за новый проект Зевс. Воодушевлённый Марк формирует вокруг себя целую команду, но ведёт себя несдержанно. Джонсон пытается подкупить Джереми, чтобы переспать с Большой Сьюзи.

#### Эпизод 3
Марка продолжают мучить сомнения по поводу женитьбы на Софи. Он начинает тренироваться в спортзале, чтобы только быть вдали от неё. Между тем, Джереми устраивается туда же уборщиком в стремлении к сближению с бывшей женой Нэнси, надеясь на примирение.

#### Эпизод 4
Джереми устраивается помощником в доме своего кумира, техно музыканта Рассела, но Марк подозревает того в гомосексуализме.
Марк идёт на встречу выпускников школы Реюньон и встречает там Салли, от которой был без ума в школе. Через несколько дней Салли напрашивается к Марку, но он приглашает её в пустой дом Рассела.

#### Эпизод 5
Джереми организовал для Марка холостяцкие выходные — путешествие на лодке по каналу в Шропшир. Им становится скучно и они знакомятся с двумя девушками. В итоге Марк получает предложение о работе в Индии.

#### Эпизод 6
Наступает день свадьбы. Марк, Джереми и Супер Ханс с похмелья отправляются в церковь. Марк же продолжает бороться с катастрофическими сомнениями.

### Сезон 5

#### Эпизод 1
Марк снова в игре после своего неудачного брака с Софи. Джереми узнаёт, что он возможно болен хламидиозом. Ему необходимо сообщить об этом Большой Сьюзи, но он не торопится. Марк и Джереми становятся жертвами ограбления, но берут в заложники вора-подростка.

#### Эпизод 2
Марк и Софи возвращаются на работу после их неосуществлённого медового месяца, и Марк пытается избежать неизбежный плохой PR. Между тем, Джереми и Супер Ханс играют свой первый концерт.

#### Эпизод 3
У Джереми кончаются деньги, Марк грозит выгнать его из квартиры. Джереми начинает фантазировать на тему голода, беспризорности и преступности, но ему неожиданно везёт. Тем временем Марку необходимо найти подругу до его Дня Рождения.

#### Эпизод 4
Мать Джереми приезжает на похороны бабушки. Её новый бойфренд — военный человек, которого Джереми недолюбливает, а Марк восхищается. Марк отчаянно пытается произвести впечатление на ухажёра матери Джереми, но опять всё идет не так, в частности после того как дочь военного изнасиловала Марка.

#### Эпизод 5
У Джереми и Супер Ханса появляется менеджер группы Кели, и они собираются выступать на христианском рок-фестивале. У Марка завязываются отношения с Кели и он впервые узнаёт, как правильно заниматься сексом.

#### Эпизод 6
Марк увлекается онлайн-игрой и сближается с Добби. Тем временем Марк и Софи, наконец, оформляют документы на развод. Джереми и Супер Ханс присоединяются к секте.

### Сезон 6

#### Эпизод 1
Марк и Джереми намерены пользоваться своими последними днями свободы. Один из них является отцом ребёнка Софи, но они не знают кто. Марк и Джереми всеми силами пытаются избежать этой проблемы.
Марк, только что получив повышение на работе, решает воспользоваться дополнительной властью, а также помогает Джереми найти работу в офисе. Корриган продолжает проявлять интерес к Добби — его коллеге. Тем не менее, обычная пожарная тревога рушит все его планы.

#### Эпизод 2
Марк приглашает Добби на свидание. Джереми встречает новую любовь, русскую девушку по имени Елена, которая любит музыку и поэзию. Оба парня полны решимости произвести впечатление, но один из них вот-вот узнает результаты теста на отцовство. Тем временем обстановка в квартире накаляется!

#### Эпизод 3
Джереми понимает, что влюблен в Елену и решает быть менее эгоистичным, для того чтобы завоевать её любовь. Он также считает, что может быть хорошей идеей, сказать ей, что он любит её, но Марк не так уверен.

#### Эпизод 4
Марк узнает, что подруга Джереми Елена, имеет виновным тайну. Вопрос необходимо отметить Jez сказать, когда он явно счастлива? Елена считает, нет! Кроме того, Алан Джонсон предлагает Марк шанс пойти в бизнес вместе с ним. Марк, заверяя себя, что это его мечта предложения, начинает видеть Джонсона в новом свете. Наконец, большой Suze непреднамеренного Марк приносит и проблемы Джереми до головы.

#### Эпизод 5
В качестве последней отчаянной ура до рождения ребёнка приходит, Марк и Джереми решили организовать вечеринку. Марк видит, как его последняя возможность, чтобы возбудить его отношения с Добби, а Джереми воображает, это шанс сделать Елена, со своей стороны время любовник, безумно ревнивая.

#### Эпизод 6
Там больше, чем запах отчаяния о Марке и Джереми ещё одну квартиру в пост-кредитный кризис Croydon.

### Сезон 7

#### Эпизод 1
Марк и Джереми находятся в больнице в ожидании рождения ребёнка Марка. Софи хочет родить сама и не хочет, чтобы Марк передавал своё беспокойство ребёнку. Между тем, Джереми убежден, что он никогда не отойдёт от потери Елены, пока не встречает Зару, парень которой в коме.

#### Эпизод 2
Добби, объект желаний Марка, уходит с графическим дизайнером Симоном. Марк и Джеррард формируют «Добби клуб», для её завоевания. Но кто в конечном счете одержит победу, Марк или Джеррард?
Между тем, парень Зары, Бен, который вернулся из больницы, предлагает Джереми идеальную работу в качестве управляющего по продвижению его музыки на сайте. Но все быстро пошло не так, когда Джереми заключает договор с группой Супер Ханса, «Мужские чувства».

#### Эпизод 3
Джереми пытается произвести впечатление на Зару, когда держал книгу перед группой в квартире, хотя, кроме как перед мистером Найс’ом, он никогда не читал книгу.
Джес как всегда под рукой, чтобы проконсультировать Марка, который, опасаясь, что он не в состоянии удовлетворить сексуальные потребности Добби.

#### Эпизод 4
Это день крестин ребёнка, и Марк собирается забрать Джереми, крестного отца ребёнка, из квартиры Зары по пути в церковь. К сожалению, ребята оказываются заперты в коридоре.

#### Эпизод 5
Рождество и Марк пригласил своих родителей на праздничный обед. Он планирует все в деталях, но Джереми стал более возбужденным, а Добби и Супер Ханс — нежданные гости.

#### Эпизод 6
Канун Нового Года и Марк находится в депрессии по Добби, но Джереми принял решение, что El Dude Brothers будет наслаждаться ночью своей жизни.

## Награды
«Пип-шоу» завоевало несколько наград:
- В 2004 году оно выиграло Rose d'Or как «Лучший европейский ситком»
- В конце 2006 года, после третьей серии, Peep Show было удостоено British Comedy Award как лучшая ТВ комедия.[1]
- Эту же награду шоу получило в 2007, а Дэвид Митчелл, в той же церемонии, получил награду «Лучший актёр ТВ комедии»[2]
- Дэвид Митчелл и Роберт Уэбб в 2007 году получили премию «Лучшее комедийное шоу» на Royal Television Society Award.[3]
- В 2008 году шоу получило награду BAFTA как «Лучший ситком»[4]
- В 2009 году Сэм Бэйн и Джесси Армстронг выиграли премию «Лучший сценарист комедии» на Royal Television Society Award[5]
- В 2009 году Дэвид Митчелл выиграл премию BAFTA Television Awards за «Лучшую роль в комедии»[6]